# Orgelmuseum Fleiter

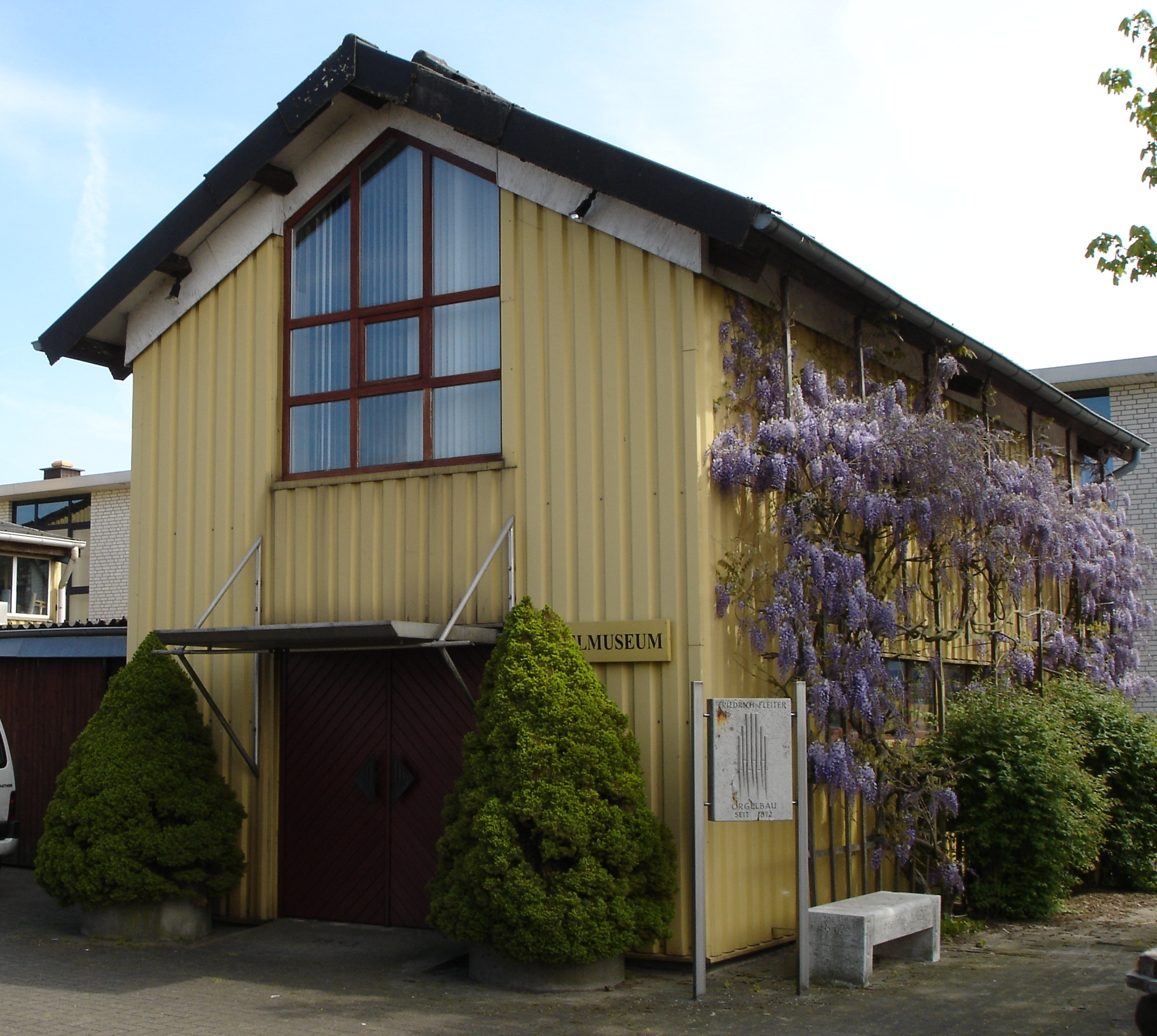
Orgelmuseum Fleiter

Das Orgelmuseum Fleiter der Orgelbaufirma Friedrich Fleiter befindet sich in Münster-Nienberge. Es wurde 1984 eröffnet. Kernstück der Sammlung ist eine vom Firmengründer gebaute Orgel aus dem Jahre 1880. Zu den weiteren Exponaten zählen der Nachbau einer Wasserorgel, ein Sheng und eine Wurlitzer-Kinoorgel von 1924.

## Lage
- Anschrift: Orgelmuseum der Firma Orgelbau Friedrich Fleiter, Sessendrupweg 56, 48161 Münster-Nienberge